# Насалевци
Насалевци (Насељевци) је насеље у општини Трн, Перничка област, у Бугарској.

## Историја
По бугарском предању, становништво села је дошло из Србије, "преко планине".
Када је 1878. године требало да Трн и његова околина уђу у састав Бугарске, Срби Шопи из места су се јавно супротстављали. Тако су на великом народном збору у Трну, одржаном 12. марта 1878. године свој потпис на петицији ставили из Насаљеваца, сва три пароха: поп Милош, поп Глигор и поп Васиљ. Они су као и други молили српског кнеза Милана да помогне да припадну Србији, јер су истински Срби. Другом приликом, исте године потписали су народну петицију тражећи да буду део државе Србије: поменути поп Милош Марковић, Ђура Симоновић, Кола Јовановић, Андрија Радовановић, Ђура Здравковић, Дамњан Милановић и Момчило Илић.
У месту је православна црква посвећена Рођењу Пресвете Богородице (Мала Госпојина) подигнута 1859. године. Уз црквени зид расте већ неколико векова стари, велики храст.